# ГЕС-ГАЕС Габр'єль-І-Галан
ГЕС-ГАЕС Габр'єль-І-Галан (ісп. Gabriel Y Galan) — гідроелектростанція у центральній частині Іспанії. Розташована перед ГЕС Гіхо-де-Гранаділья, становить верхній ступінь каскаду на річці Алагон (права притока найбільшої річки Піренейського півострова Тахо, що впадає в Атлантичний океан уже на території Португалії біля Лісабона).
Для роботи станції річку перекрили гравітаційною греблею висотою 73 метри та довжиною 1020 метрів, на спорудження якої пішло 588 тис. м3 матеріалу. Вона утримує велике водосховище з об'ємом 924 млн м3.
Розташований біля греблі машинний зал обладнано одним гідроагрегатом потужністю 115 МВт у турбінному та 100 МВт у насосному режимі, який працює при напорі у 60 метрів.
Зв'язок з енергосистемою відбувається по ЛЕП, що працює під напругою 220 кВ.